# 新鹿村
新鹿村（あたしかむら）は三重県南牟婁郡にあった村。現在の熊野市の東部、紀勢本線新鹿駅・波田須駅の周辺にあたる。

## 地理
- 海洋：熊野灘、新鹿湾
- 山岳：龍門山、大蛇峰
- 島嶼：笹野島、獅子ヶ島、鈴置島
- 岬：遊木戸崎、カイタロー鼻

## 歴史
- 1889年（明治22年）4月1日 - 町村制の施行により、遊木浦・新鹿村・波田須村の区域をもって発足。
- 1954年（昭和29年）11月3日 - 木本町・荒坂村・泊村・有井村・神川村・五郷村・飛鳥村と合併して熊野市が発足。同日新鹿村廃止。

## 交通

### 鉄道路線
現在は旧町域に紀勢本線の新鹿駅・波田須駅が所在するが、当時は未開業。